# Il deserto dei Tartari
Il deserto dei Tartari is een Italiaanse oorlogsfilm uit 1976 onder regie van Valerio Zurlini. De film is gebaseerd op de gelijknamige roman uit 1940 van de Italiaanse auteur Dino Buzzati.

## Verhaal
De jonge luitenant Drogo wordt naar een fort aan de rand van de woestijn gestuurd. Daar wachten de soldaten een mogelijke nieuwe aanval van de Tataren af. De soldaten wachten jarenlang, maar er gebeurt niets. Het wachten leidt tot spanningen binnen het leger. Na jaren wordt Drogo gepromoveerd tot de rang van majoor. Juist als hij op verlof vertrekt, wordt alarm geslagen in het fort.

## Rolverdeling
| Acteur                 | Personage                      |
| ---------------------- | ------------------------------ |
| Vittorio Gassman       | Graaf Giovanbattista Filimore  |
| Jacques Perrin         | Luitenant Giovanni Drogo       |
| Helmut Griem           | Luitenant Simeon               |
| Giuliano Gemma         | Majoor Matis                   |
| Philippe Noiret        | Generaal                       |
| Fernando Rey           | Luitenant-kolonel Nathanson    |
| Laurent Terzieff       | Luitenant Pietro Von Hamerling |
| Jean-Louis Trintignant | Majoor Rovine                  |
| Max von Sydow          | Kapitein Ortiz                 |
| Giuseppe Pambieri      | Luitenant Rathenau             |
| Francisco Rabal        | Maarschalk Tronk               |
| Lilla Brignone         | Moeder van Drogo               |